# Ханас Андрій Петрович
Андрій Петрович Ханас (нар. 26 липня 1984, с. Ягідня, нині — Львівського району, Львівської області) — український футболіст. Захисник, півзахисник, виступав, зокрема за «Металіст» (Харків) і ФК «Львів». Грав у молодіжній збірній України (7 ігор упродовж 2003—2004 років).

## Кар'єра
Вихованець львівського футболу. Перші тренери: Ігор Гупало та Олег Лехів. У ДЮФЛ України провів по 1 грі за «Ковель-Волинь» (Ковель) і СДЮШОР-4 (Львів), у 1998—2001 роках виступав за Львівське державне училище фізичної культури.